# Salmon (rzeka)
Salmon – rzeka w USA, w stanie Idaho. Prawy dopływ rzeki Snake.
Swoje źródła ma w górach Sawtooth. Długość wynosi 680 km.